# غينو أتكينز
غينو أتكينز (بالإنجليزية: Geno Atkins)‏ هو لاعب كرة قدم أمريكية أمريكي، ولد في 28 مارس 1988 في فورت لودرديل في الولايات المتحدة.

## وصلات خارجية
- غينو أتكينز على موقع الاتحاد الدولي لألعاب القوى (الإنجليزية)
- غينو أتكينز على موقع مرجع كرة القدم المحترفة.كوم (الإنجليزية)
- غينو أتكينز على موقع كلية كرة القدم في سبورتس رفرنس.كوم (الإنجليزية)